# Absolutely Live
Absolutely Live je první živé album americké rockové skupiny The Doors. Album je sestaveno z různých koncertních vystoupení, které skupina podstoupila na svém turné v roce 1970. Vyšlo v červenci roku 1970, rok před Morrisonovou smrtí.

## Seznam skladeb
1. "House Announcer" – 2:40
2. "Who Do You Love?" (McDaniel) – 6:02
3. "Alabama Song" (Brecht, Weill) – 1:51
4. "Back Door Man" (Dixon) – 2:22
5. "Love Hides" (Jim Morrison) – 1:48
6. "Five to One" (The Doors) – 4:34
7. "Build Me a Woman" (Jim Morrison) – 3:33
8. "When the Music's Over" (The Doors) – 16:16
9. "Close to You" (Dixon) – 4:04
10. "Universal Mind" (The Doors) – 4:54
11. "Petition the Lord with Prayer" (The Doors) – 0:52
12. "Dead Cats, Dead Rats" (The Doors) – 1:57
13. "Break On Through (to the Other Side) No. 2" (The Doors) – 4:40
14. "Lions in the Street" (The Doors) – 1:14
15. "Wake Up" (The Doors) – 1:21
16. "A Little Game" (The Doors) – 1:12
17. "The Hill Dwellers" (The Doors) – 2:35
18. "Not to Touch the Earth" (The Doors) – 4:14
19. "Names of the Kingdom" (The Doors) – 1:29
20. "The Palace of Exile" (The Doors) – 2:20
21. "Soul Kitchen" (The Doors) – 7:15